# Sagoe (Delima)
Sagoe is een bestuurslaag in het regentschap Pidie van de provincie Atjeh, Indonesië. Sagoe telt 416 inwoners (volkstelling 2010).